# Kaliumchloride
Kaliumchloride (KCl) is het chloridezout van kalium. De stof is opgenomen in de lijst van essentiële geneesmiddelen van de WHO.

## Eigenschappen en fysiologische effecten
In vaste vorm is kaliumchloride een witte kristallijne stof met een molmassa van 	74,55 g/mol, een smeltpunt van 776 °C en een kookpunt van 1500 °C. Kaliumchloride is goed oplosbaar in water en zendt in een vlamproef een rood-paars licht uit. Het is een zout (een verbinding van een metaal en een niet-metaal) dat van nature als een van de noodzakelijke elektrolyten in het menselijk lichaam (maar ook in dat van vele dieren) voorkomt en speelt een cruciale rol bij het reguleren van het kloppen van het hart, de regulering van de vochtbalans en het functioneren van de spieren.

### Fysiologie
Zowel een te hoge concentratie (hyperkaliëmie) als een te lage concentratie (hypokaliëmie) kaliumchloride in het bloed kan gevaarlijk zijn. Een te hoge concentratie heeft hartkloppingen tot gevolg, een te lage concentratie verlaging van de klopsnelheid (bradycardie).

### Consumptie
Het kan zonder probleem oraal gebruikt worden, en dient soms als gezonder alternatief voor tafelzout. Het is dan vaak als een mengsel van natriumchloride en kaliumchloride in verhoudingen van ruwweg 33%/66% tot 25%/75% ('natriumarm zout') gebruikt, maar als tafelzout is het ook geheel (of nagenoeg) 'natriumvrij' verkrijgbaar. Sommige voedingssupplementen of ‑preparaten kunnen ook kaliumchloride bevatten – vanzelfsprekend bij kalium-supplementen tegen hypokaliëmie, of bijgevolg omdat gebruikte ingrediënten waarmee het supplement of preparaat is bereid inherent kalium bevatten (zoals zeewier of banaan). Het smaakt wel veel bitterder dan natriumchloride (tafelzout). Inname van een grote hoeveelheid kaliumzout – zijnde meer dan 18 gram ineens, of meer dan 18 gram in een dag zonder dat het teveel aan kalium(-ionen) afdoende wordt uitgescheiden (via de urine) – kan echter leiden tot (acute) hyperkaliëmie, met ernstige gevolgen als spierverlamming en hartfalen, mogelijk met fatale afloop. Hoeveelheden vanaf 5 tot 7 gram kunnen echter ook al tot (ernstige) hartklachten leiden, al dan niet mede door een verminderde nierfunctie.

## Andere toepassingen
Andere toepassingen zijn onder meer:
- Als meststof of bestanddeel daarvan.
- Als smaakversterker bij voedselbereiding en -consumptie.
- In vaccins en medicijnen als hulpstof,  bij medicatie in capsules wordt kaliumchloride als droogmiddel gebruikt zodat de capsules niet of minder snel verweken.[3]
- In strooizout, omdat de vriestemperatuur lager is dan die van pekel (met natriumchloride), zodat een  effectievere vriespuntsdaling wordt bewerkstelligd.
- Als bestanddeel van smeltzout in de raffinage van metalen.
- Als bestanddeel voor de dodelijke injectie in de Verenigde Staten.

Bij onderzoek naar de chemische bodemvruchtbaarheid in het Nederlandse taalgebied wordt de zuurgraad gewoonlijk gemeten op een bodemextract met een een-molaire oplossing van KCl: de zogenaamde pH-KCl.

## Winning of synthese
Kaliumchloride wordt meestal uit het mineraal sylviet gewonnen. 
In het laboratorium kan het in een zeer exotherme reactie worden geproduceerd door chloorgas langs elementair kalium te leiden:
{\displaystyle {\ce {2 K + Cl2 -> 2 KCl}}}
Kaliumchloride ontstaat in de reactie tussen kaliumhydroxide en zoutzuur:
{\displaystyle {\ce {KOH + HCl -> KCl + H2O}}}